# Капінус Дмитро Іванович
Дмитро́ Іва́нович Ка́пінус (нар. 28 квітня 2003, Черкаси, Україна) — український футболіст, фланговий захисник харківського «Металіста 1925». Виступав за молодіжну та юнацькі збірні України.

## Біографія
Футболом почав займатися у 6 років у черкаському «Дніпрі-80», перший тренер — Петро Мишенко. У чемпіонатах ДЮФЛУ провів 82 матчі, у яких забив 5 м'ячів, за «Дніпро-80», харківський «Металіст» та донецький «Шахтар». У цей час здобув, зокрема, золоті нагороди чемпіонатів ДЮФЛУ U-15, U-16 та U-17. За юнацьку та молодіжну команду «Шахтаря» провів сумарно 50 матчів (4 голи), завоювавши в сезоні 2020/21 срібну медаль молодіжного чемпіонату України.
15 січня 2022 року став гравцем харківського «Металіста 1925» на умовах півторарічної оренди з «Шахтаря». Дебютував на професійному рівні 27 серпня 2022 року в матчі Української прем’єр-ліги «Металіст 1925» — «Чорноморець» (0:0), вийшовши на заміну замість Михайла Шершня на 79-й хвилині. У лютому 2024 року підписав з харківським клубом повноцінний контракт строком на 5 років.

### Збірна України
У 2018—2020 роках неодноразово залучався до складу юнацької збірної України серед футболістів 2003 року народження під керівництвом Олександра Петракова. Провів за неї не менше 5 матчів.
У листопаді 2021 року був уперше викликаний Русланом Ротанем до складу молодіжної збірної України. Дебютував за неї у віці 19 років і 45 днів у матчі відбору на Євро-2023 проти збірної Вірменії (2:0) 12 червня 2022 року.

## Досягнення
«Металіст 1925»:
 Бронзовий призер Першой ліги України: 2024/25